# Radwanków Szlachecki
Radwanków Szlachecki (prononciation : [radˈvaŋkuf ʂlaˈxɛt͡ski]) est un village polonais de la gmina de Sobienie-Jeziory dans le powiat d'Otwock de la voïvodie de Mazovie dans le centre-est de la Pologne.
Le village compte approximativement une population de 150 habitants.

## Histoire
De 1975 à 1998, le village appartenait administrativement à la voïvodie de Siedlce.